# John Moyer

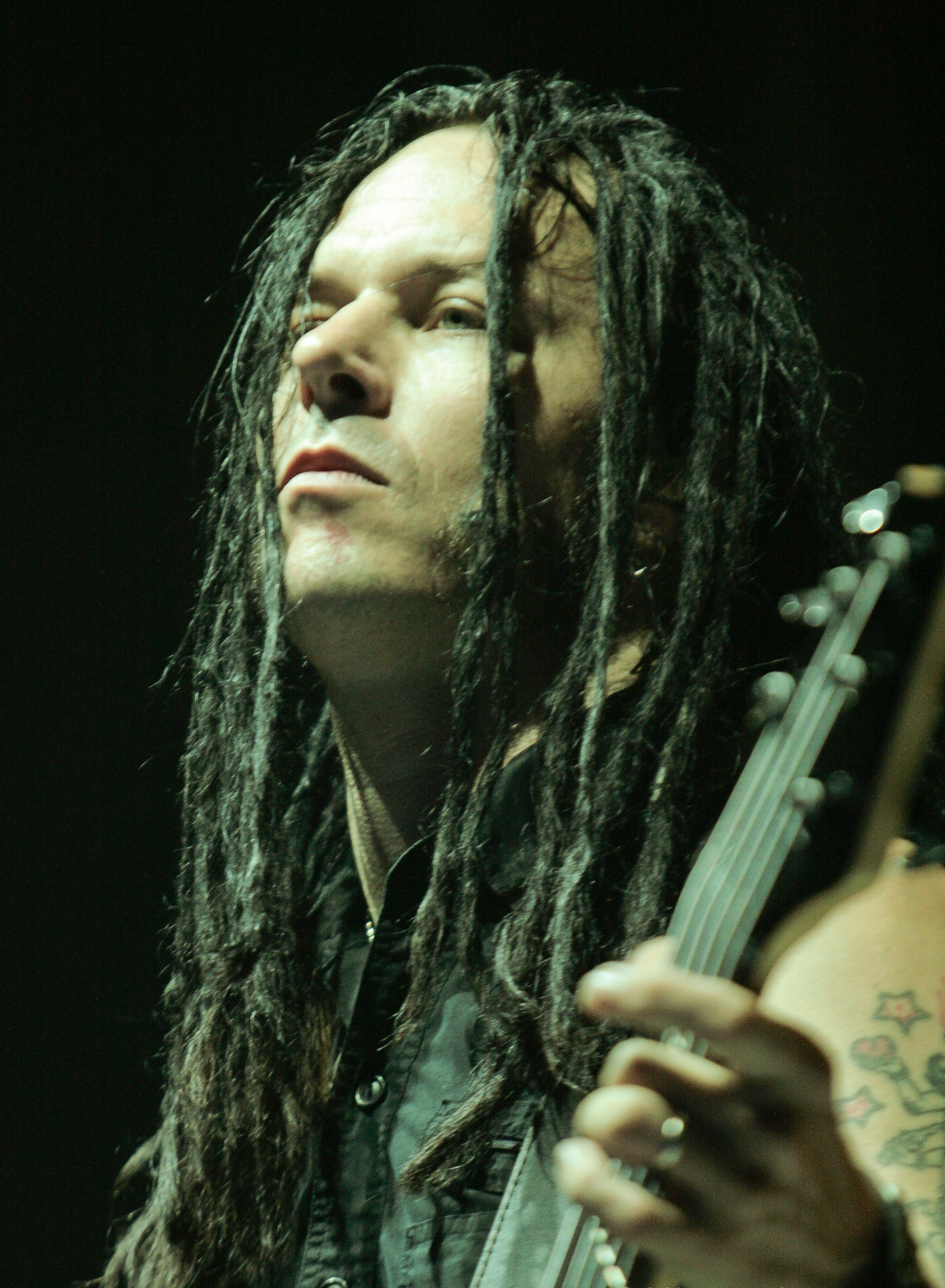
John Moyer 2011

John Robert Moyer (* 30. November 1973 in El Paso, Texas) ist ein US-amerikanischer Bassist. Er ist Mitglied der Metal-Bands Disturbed, Art of Anarchy, Operation: Mindcrime und Stereo Satellite. Zuvor spielte er in den Bands Soak, The Union Underground und Adrenaline Mob.

## Werdegang
Inspiriert durch das Album 1984 von Van Halen beschloss Moyer Musiker zu werden. In einem Interview erklärte er, dass zwei Freunde Gitarre spielten und noch einen Bassisten suchten. Im Alter von 15 Jahren gründete Moyer an seiner High School seine erste Band. Im Jahre 1995 zog er in die texanische Hauptstadt Austin und schloss sich der Band Soak an, mit der er vier Studioalben veröffentlichte. Danach verließ Moyer Soak und wechselte zu der Band The Union Underground, mit denen er im Jahre 2000 deren einziges Studioalbum An Education in Rebellion einspielte. The Union Underground lösten sich im Jahre 2003 auf.
Im April 2004 stieg Moyer als Nachfolger von Steve „Fuzz“ Kmak bei Disturbed ein. Mit Disturbed spielte Moyer bislang vier Studioalben ein, die allesamt Platz eins der US-amerikanischen Albumcharts erreichten. Auf dem im Jahre 2015 erschienenen Album Immortalized ist Moyer nicht zu hören, da er seinerzeit in andere Projekte involviert war. Auf dem Album spielte Gitarrist Dan Donegan den Bass ein. Laut Disturbed-Sänger David Draiman ist Moyer nicht Teil des kreativen Prozesses der Band. Allerdings lobte Draiman Moyers Spielstil als „sehr rhythmusbetont“. Bei den Aufnahmen zum 2018 erschienenen Album Evolution habe Moyer statt der veranschlagten Woche nur zwei Tage für die Aufnahmen des Basses gebraucht. Disturbed wurden zweimal für einen Grammy und einmal für einen Echo nominiert.
Nachdem Disturbed im Jahre 2011 eine unbefristete Pause einlegten schloss sich Moyer Anfang 2012 der Band Adrenaline Mob an. Im Mai und Juni 2013 half Moyer bei fünf Konzerten bei Geoff Tates Version der Band Queensrÿche aus. Im September 2014 trennten sich Adrenaline Mob von Moyer nach dessen Ankündigung über Twitter, dass er nicht an diversen Konzerten im September des gleichen Jahres teilnehmen werde. Die Band reagierte „schockiert“, während Moyer erklärte, dass er seine damaligen Bandkollegen schon vor langer Zeit über seine Pläne informiert hätte. Moyer gründete daraufhin mit Scott Weiland (Stone Temple Pilots) und Ron „Bumblefoot“ Thal (Guns N’ Roses) die Band Art of Anarchy. Ein Jahr später schloss sich Moyer der Band Operation:Mindcrime an, die aus Geoff Tates Queensrÿche entstand. Ende 2017 gründete Moyer mit dem Adrenaline-Mob-Mitgliedern Mike Orlando und Jordan Cannata die Band Stereo Satellite.
Bei den Loudwire Music Awards 2015 wurde John Moyer in der Kategorie bester Bassist nominiert. Der Preis ging jedoch an den Bassisten der Band Ghost. Neben Bass spielt er auch Gitarre und Schlagzeug. John Moyer ist seit November 2022 in zweiter Ehe verheiratet und hat zwei Kinder aus einer früheren Ehe. In Austin leitet Moyer die Musikschule Natural Ear Music.

## Diskografie
| mit Disturbed - 2005: Ten Thousand Fists - 2008: Indestructible - 2010: Asylum - 2015: Immortalized a - 2018: Evolution | mit Adrenaline Mob - 2013: Covertà (EP) - 2014: Men of Honor mit Art of Anarchy - 2015: Art of Anarchy - 2017: The Madness mit Operation Mindcrime - 2015: The Key | mit Soak - 1995: Omniphobic Globalnova - 1997: Soak - 1998: Flywatt - 1999: 2179 mit The Union Underground - 2000: An Education in Rebellion |